# Alfred Endres
Alfred Endres (* 1950 in Frankfurt am Main) ist ein deutscher Volkswirtschaftler.

## Leben
Nach der Promotion 1976 an der Universität Dortmund und der Habilitation 1981 in Konstanz lehrte er von 1982 bis 1991 als Professor (C3) für Volkswirtschaftslehre, insbes. Allokationstheorie und Umweltökonomie am Fachbereich Wirtschaftswissenschaften der TU Berlin und von 1992 bis 2018 als Professor (C4) für Volkswirtschaftslehre, insb. Wirtschaftstheorie am Fachbereich Wirtschaftswissenschaft der Fernuniversität in Hagen. Von August 2018 bis Juli 2021 war Alfred Endres Senior Advisor im Forschungsschwerpunkt „Energie, Umwelt & Nachhaltigkeit“ der FernUniversität in Hagen, seit August 2021 ist er Direktor des gleichnamigen Schwerpunktes.

## Schriften (Auswahl)
- Produktsicherheit. Eine informations- und rechtsökonomische Analyse. Duncker und Humblot, Berlin 2001, ISBN 3-428-10230-4.
- Mikroökonomik. Eine integrierte Darstellung traditioneller und moderner Konzepte in Theorie und Praxis. Stuttgart 2007, ISBN 3-17-019778-9.
- Environmental Economics – Theory and Policy, Cambridge and New York (Cambridge University Press), 2011, ISBN 978-0-521-17392-6.
- The Compensation Regime in Liability Law: Incentives to Curb Environmental Harm, ex ante and ex post, in: Environmental and Resource Economics, 2015, Vol. 62, No. 1, pp. 105–123: https://link.springer.com/article/10.1007/s10640-014-9817-5. (with T. Friehe)
- Environmental Liability Law and R&D Subsidies: Results on the Screening of Firms and the Use of Uniform Policy, in: Environmental Economics and Policy Studies, 2015, Vol. 17, No. 4, pp. 521–541: https://link.springer.com/article/10.1007/s10018-015-0103-8. (with T. Friehe, B. Rundshagen)
- It´s all in the Mix! – Internalizing Externalities with R&D Subsidies and Environmental Liability, in: Social Choice and Welfare, 2015, Vol. 44, No. 1, pp. 151–178: https://link.springer.com/article/10.1007/s00355-014-0826-7. (with T. Friehe, B. Rundshagen)
- Spreading the Green Around the World – How the Permit Allocation Affects Technology Diffusion and Welfare, in: Strategic Behavior and the Environment, 2017, Vol. 6, No. 3, pp. 249–287: https://www.nowpublishers.com/article/Details/SBE-0069. (with B. Rundshagen)
- Economics for environmental studies. A strategic guide to micro- and macroeconomics, mit V. Radke. Berlin 2018, ISBN 3-662-54826-7.
- Umweltökonomie, 5. Auflage, mit D. Rübbelke. Stuttgart 2022, ISBN 978-3-17-039458-2.

## Ehrungen
- Die European Association of Environmental and Resource Economists hat eine Sonderausgabe ihrer Zeitschrift Environmental and Resource Economics "in Honour of Alfred Endres” veröffentlicht. Part I: Vol. 62, No. 4 (Dec. 2015), Part II: Vol. 65, No. 1 (Sept. 2016).